# 贝赖什·佐尔坦
贝赖什·佐尔坦（匈牙利語：Béres Zoltán，1968年1月19日—），匈牙利男子拳击运动员。他曾代表匈牙利参加1992年夏季奥林匹克运动会拳击比赛，获得男子轻重量级铜牌。